# 川村あいね
川村　あいね（かわむら あいね、1980年10月4日 - ）は、日本のストリッパー

## 略歴
- 2002年11月11日 に東洋ショー劇場でストリップデビュー。

## 所属
- 劇場：東洋ショー劇場